# Land of The free
Land of The free er en dansk dokumentarfilm fra 2016 instrueret af Camilla Magid.

## Handling
I den belastede bydel South Los Angeles kæmper tre personer en daglig kamp for at holde sig fri af kriminalitet. Der er utallige indre og ydre forhindringer for den unge dreng, der vokser op blandt bandemedlemmer, eller den 17-årige teenager og nybagte far, hvis eneste job på cv'et er narkohandler, eller den 42-årige mand, der har siddet i fængsel i hele sit voksne liv og nu skal prøve at starte forfra i en ny og forandret verden. Psykolog, Richard Weintraub tilbyder en hjælpende hånd til at opnå en varig, indre forandring, så de kan realisere drømmen om et liv uden kriminalitet.